# Pithiviers
Pithiviers is een gemeente in het Franse departement Loiret (regio Centre-Val de Loire). De plaats is de onderprefectuur van het arrondissement Pithiviers. Pithiviers telde 8.981 inwoners op 1 januari 2022.

## Geschiedenis

### Tot 1939
De naam Pithiviers luidde in de klassieke oudheid en de vroege middeleeuwen Ped(e)uerius, van Keltische oorsprong. Vermoedelijk is dit woord afgeleid van petuarios = vierde, namelijk: 4e stad of versterkte plaats, namelijk langs de grenslinie tussen de gebieden van de Carnutes en de Parisii, twee Gallische volkeren. De Romeinen bouwden hier een versterking op een hoogte boven de vallei van de Œuf. Tijdens de woelige 3e eeuw vestigde de bevolking zich op deze goed te verdedigen plaats.
Rond het jaar 1000 liet een adellijke dame uit het Huis Blois, Héloïse van Champagne, de slotkapel in het kasteel van Pithiviers, waarvan zij kasteelvrouwe was, tot de huidige kerk uitbouwen. Kort voor 1025 is zij overleden en in de kerk begraven. Zij wist voor haar dood nog te bewerken, dat haar zoon Odalric na een conflict over ketterij in 1023 bisschop van Orléans werd en zo ook invloed op de koning verkreeg. De stad groeide en aan het einde van de 11e eeuw werd een tweede kerk gebouwd. Tegen de 15e eeuw was ook deze kerk te klein geworden en ze werd vergroot. De stad kreeg toen ook een nieuwe stadsmuur. Pithiviers was een belangrijke marktplaats en voor al de jaarmarkt, eind april rond het feest van Sint-Joris, was befaamd.
In 1589 werd het stadje ingenomen door de katholieke troepen van Hendrik IV van Frankrijk. Daarbij liep de stad, en ook de Sint-Joriskerk, zware schade op. Vlak bij Pithiviers ligt het dorpje Denainvilliers, de voormalige woonplaats van Henri Louis Duhamel du Monceau.
Na de Franse Revolutie werd de stad als onderprefectuur een administratief centrum. De opening van de spoorlijn Malesherbes - Orléans gaf een economische impuls en in 1872 opende de suikerfabriek van het stadje haar poorten.

### Tweede Wereldoorlog

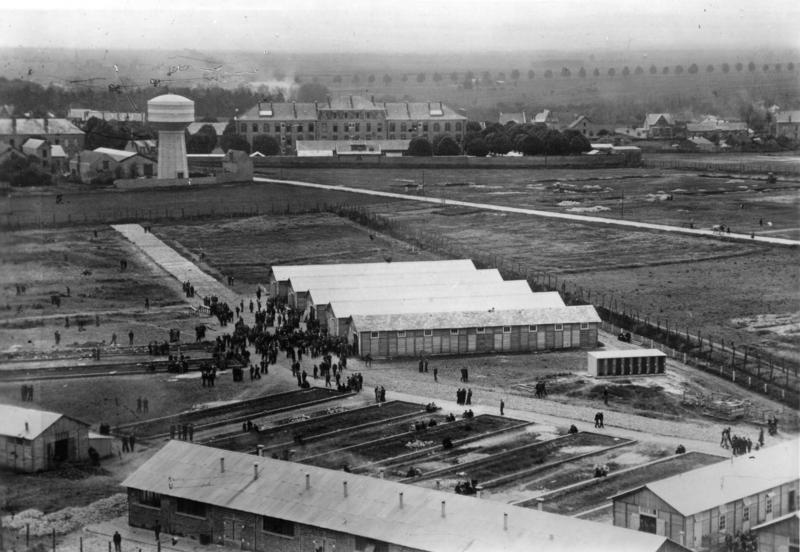
Het kamp van Pithiviers in 1941

Evenals in het 37 km zuidwaarts aan de Loire gelegen Jargeau en het op 18 km zuidoostelijk van Pithiviers, aan hetzelfde spoorlijntje, gelegen Beaune-la-Rolande, is hier een van de drie beruchte Loiret-kampen geweest.
Het kamp werd in 1939 ingericht om er evacués uit Parijs en Duitse krijgsgevangenen in onder te brengen. Nadat de Duitse troepen het noorden van Frankrijk hadden bezet, werd het kamp eerst voor Franse krijgsgevangenen, en vanaf 14 mei 1941 voor gedeporteerde Joden gebruikt. Ook op 17 juli 1942, na de razzia waarbij ca. 13.000 Joden in het Vélodrome d'Hiver te Parijs werden opgesloten, werden duizenden van deze mensen naar dit kamp gevoerd. Vanuit dit kamp werden in totaal ruim 6.000 Joden, onder wie veel vrouwen en kinderen, per spoor naar het concentratiekamp Auschwitz vervoerd, waar zij vrijwel allen om het leven kwamen. Na het laatste van de zes transporten, in september 1942, diende het kamp nog als concentratiekamp voor politieke tegenstanders van de nazi's, tot het in 1944 bij de bevrijding werd gesloten.

## Verkeer en vervoer
Het station van Pithiviers is niet meer voor passagierstreinen in gebruik. Een uitzondering vormt een toeristisch treintje, waarmee af en toe ritten worden gemaakt. Verder stoppen er af en toe nog goederentreinen.
Autoverkeer is aangewezen op tweebaanswegen, onder andere vanuit Parijs via Étampes, vanwaar het nog 33 km naar Pithiviers is.
Pithiviers heeft een hobbyvliegclub. Piloten kunnen o.a. met Cessna-vliegtuigjes gebruik maken van een vliegveldje ten westen van de stad, nabij de suikerfabriek.

## Economie

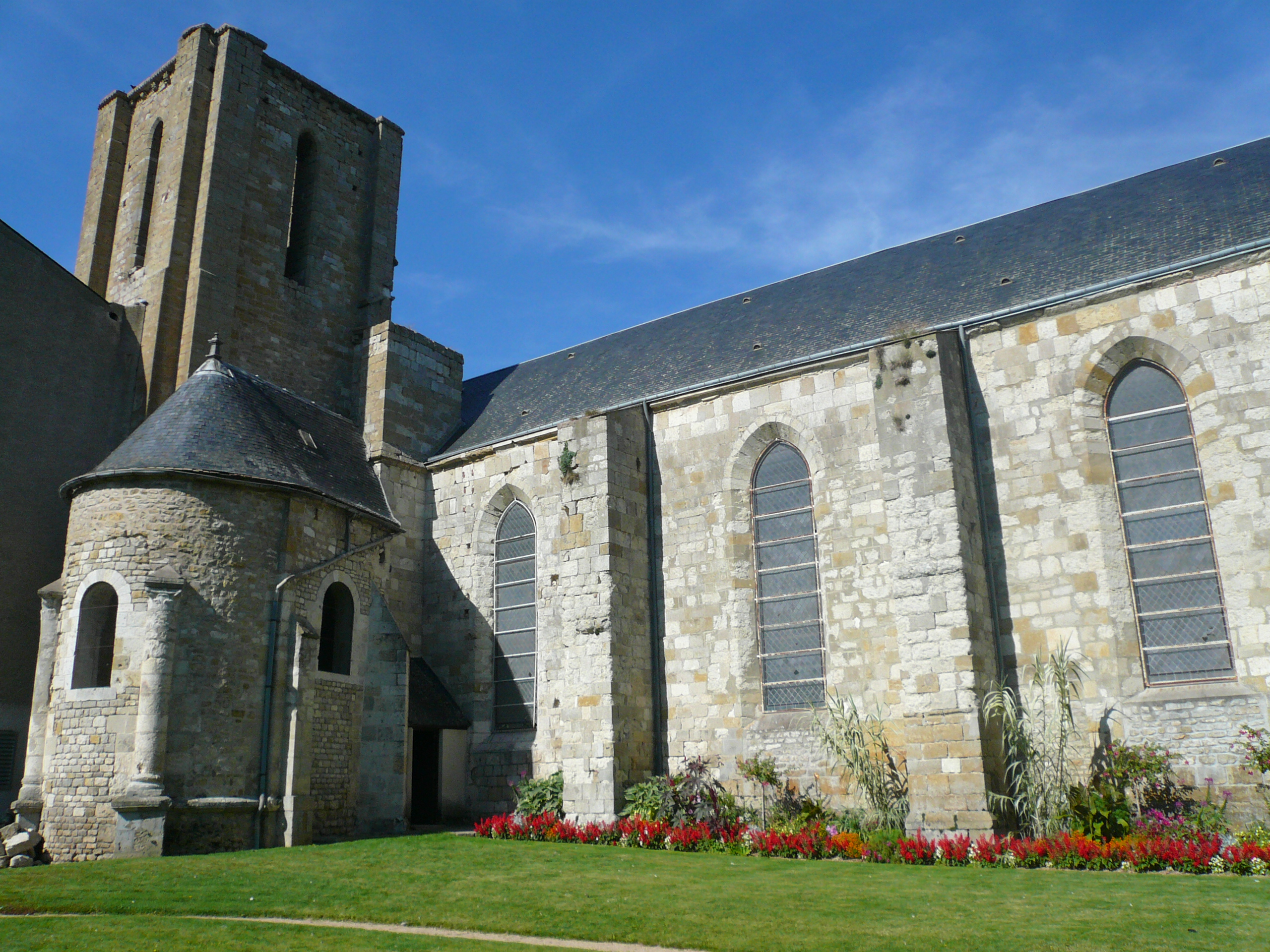
Kapittelkerk St. Georges

Tussen de stad en het 3,5 km westelijk gelegen dorp Pithiviers-le-Vieil staat een grote suikerfabriek. Er is ook een bescheiden geneesmiddelenindustrie.
Aan de westkant is een groot bedrijventerrein met vooral kleinere bedrijven.

## Bezienswaardigheden
- De kapittelkerk, St. Georges, oorspronkelijk een slotkapel, uitgebouwd in de vroege 11e eeuw in Romaanse bouwstijl.
- Kerk van St. Salomon en Gregorius, oorspronkelijk gebouwd rond 1100, later diverse keren gerenoveerd, van buiten thans een overwegend gotische kerk.

In de stad Orléans werd in januari 2011 een museum met gedenkplaats voor de slachtoffers van de drie Loiret-kampen geopend in het Centre de Recherche sur les camps de Beaune-la-Rolande, Pithiviers et Jargeau.
Ook in Pithiviers zelf bevinden zich op de plaats, waar het kamp heeft gestaan, enige gedenktekens. Een straat ten zuidwesten van het centrum is naar het oude kamp genoemd.

## Geografie
De oppervlakte van Pithiviers bedroeg op 1 januari 2022 6,94 vierkante kilometer; de bevolkingsdichtheid was toen 1.294,1 inwoners per km². Het stadje ligt aan een in het Forêt d'Orléans ontspringend riviertje met de naam Œuf, een bronrivier van de Essonne.

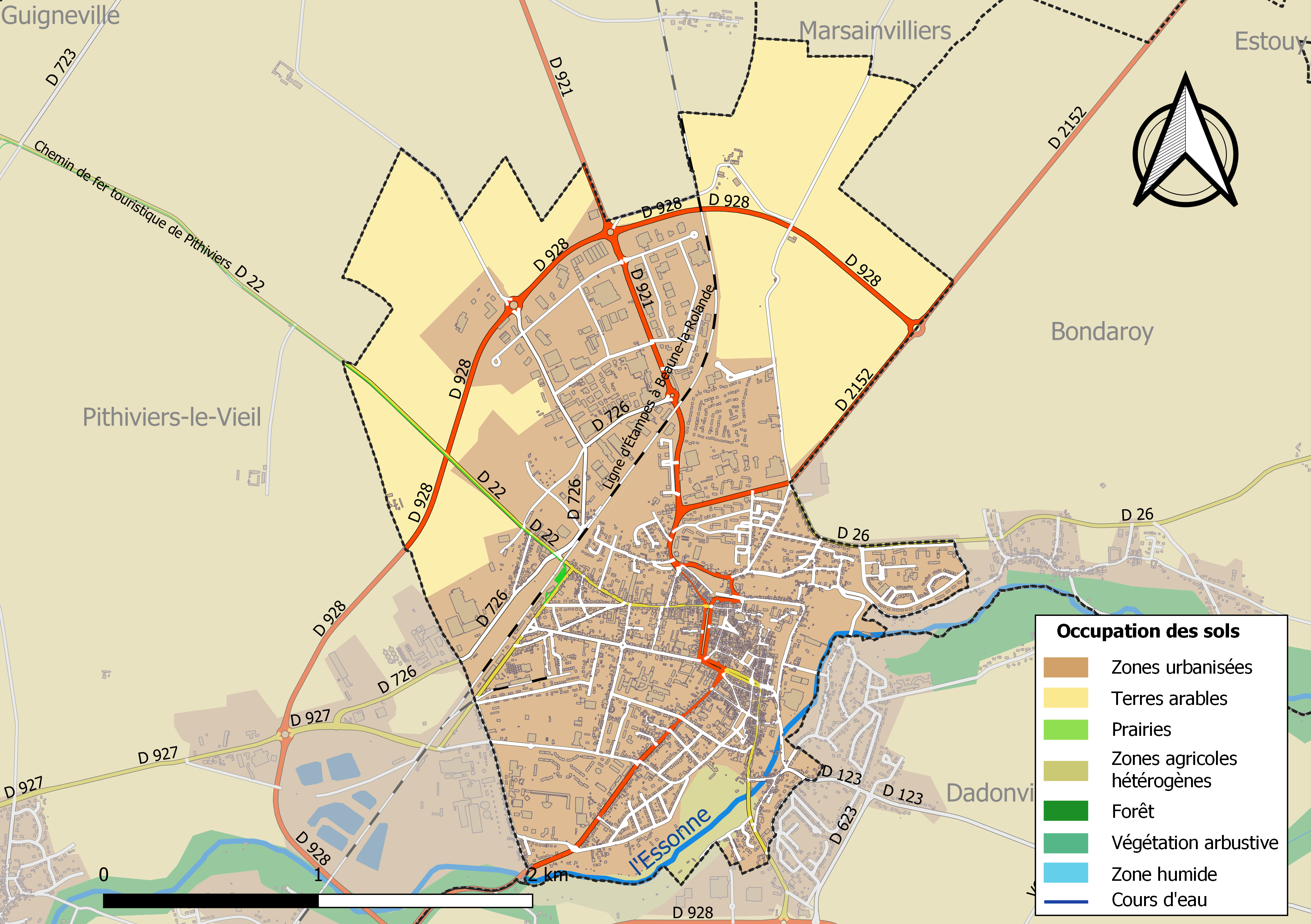
Kaart van de gemeente met de belangrijkste infrastructuur, bodemgebruik en omliggende gemeenten

## Demografie
Onderstaande figuur toont het verloop van het inwonertal (bron: INSEE-tellingen).

## Stedenbanden
- Ashby-de-la-Zouch (Engeland)
- Burglengenfeld (Duitsland)
- Ovar (Portugal)
- İznik (Turkije)

## Belangrijke personen in relatie tot Pithiviers

### Geboren te Pithiviers
- Siméon Poisson (1781-1840), wiskundige
- Marie NDiaye (1967), Senegalees-Frans schrijfster
- Steve Marlet (1974), voetballer
- Geoffroy Lequatre (1981), wielrenner

### In Pithiviers woonachtig of werkzaam (geweest)
- Henri Louis Duhamel du Monceau (1700-1782), plant-, landbouw- en weerkundige.